# Valencia BC
Valencia Bàsquet Club je španjolski košarkaški klub iz Valencije. Trenutačno nastupa u ACB ligi. Zbog sponzorskih razloga klub nosi ime Pamesa Valencia. 

### Nazivi kluba kroz povijest
- 1986. – 1987. Valencia-Hoja del Lunes
- 1987. – 2009. Pamesa Valencia
- 2009.-      Power Electronics Valencia

## Trofeji
- Kup Kralja: 1998.
- ULEB Kup / Eurokup: 2002./03., 2009/10., 2013./14.,
- Liga Valenciana:' 2005., 2007., 2008., 2009., 2010.

## Poznati igrači
| - Derrick Alston - Robert Archibald - Stanko Barać - Tanoka Beard - Tim Breaux - Brian Cardinal - Roberto Chiacig - Ron Crevier - Dimosthenis Dikoudis | - Ruben Douglas - Bryce Drew - Francisco Elson - Jesús Fernández Hernández - Rubén Garcés - Anthony Goldwire - Lorinza Harrington - Jermaine Jackson - Alvin Jones | - Federico Kammerichs - Ermal Kurtoğlu - Nenad Marković - Larry Micheaux - Dejan Milojević - Fabricio Oberto - Ademola Okulaja - Marko Popović - Igor Rakočević | - Željko Rebrača - Antoine Rigaudeau - Johnny Rogers - Clifford Rozier - Michael Smith - Blake Stepp - Mindaugas Timinskas - Dejan Tomašević - Shammond Williams |

## Vanjske poveznice
- Službena stranica  Arhivirana inačica izvorne stranice od 2. listopada 2008. (Wayback Machine)
- Stranica kluba  Arhivirana inačica izvorne stranice od 10. kolovoza 2015. (Wayback Machine) na ACB.com